# Отр (скандинавская мифология)
Отр (др.исл. Otr, букв. «выдра») — в скандинавской мифологии средний брат Фафнира и Регина, сын могущественного чародея Хрейдмара. Упоминается в «Саге о Вельсунгах», «Старшей Эдде» и «Младшей Эдде».

## Убийство Отра
Отр обладал даром оборотничества: днём он плавал в облике выдры в водопаде Андварафорс и ловил рыбу, а вечером приносил домой, чем немало помогал отцу и братьям. 
В "Старшей Эдде" рассказывается, что однажды, когда Отр поймал лосося и ел его, зажмурившись, на берегу, мимо водопада шли асы: Один, Хёнир и Локи. Локи бросил в Отра камнем и убил его, попав ему в голову. Затем он (Локи), не зная, что это — необычная выдра, стал похваляться, что одним ударом добыл и выдру, и лосося. Затем асы содрали с него шкуру. В тот же самый день они искали ночлега у Хрейдмара и показали ему свою добычу. Впоследствии они выплатили ему виру, набив шкуру Отра золотом и к тому же засыпав её сверху.